# Агис I
Агис I (грч. Ἄγις) био је легендарни краљ Спарте по коме је добила име династије Агијада.

## Биографија
Агис је био син Еуристена, првог монарха династије који је Спартом владао заједно са Еурипонтидима. Његова генеалогија укључује претке као што су Аристодем, Аристомах, Клеодеј и Хил, све до Херакла. Због тога га многи сматрају пре митолошком него историјском личношћу.
Приписује му се освајање приморског града Хелоса који се опирао настојањима да му се ограниче права стечена под Еуристеном. Становници су се покушали побунити, али је устанак брзо угушен. По њима је названа класа робова – хелоти.
Према Еузебију, Агис је владао само једну годину, а према Аполодору чак тридесет и једну.